# 2MASS J14392836+1929149
2MASS J14392836+1929149 ist ein Brauner Zwerg im Sternbild Bärenhüter. Er wurde 1999 von J. Davy Kirkpatrick et al. entdeckt.
Er gehört der Spektralklasse L1 an. Seine Position verschiebt sich aufgrund seiner Eigenbewegung jährlich um 1,2953 Bogensekunden. Zudem weist er eine Parallaxe von 69,6 Millibogensekunden auf.